# Debrník (Hlavatce)
Debrník (německy Debernik) je malá vesnice, část obce Hlavatce v okrese Tábor v Jihočeském kraji. Nachází se asi 2,5 kilometru jihovýchodně od Hlavatců. Je zde evidováno 49 adres. V roce 2011 zde trvale žilo 45 obyvatel.
Debrník se nachází v oblasti Soběslavských Blat, pro kterou je typická architektura tzv. Selského baroka. V roce 1994 byl vyhlášen vesnickou památkovou zónou.
Debrník je také název katastrálního území o rozloze 4,83 km².

## Historie
První písemná zmínka o vesnici pochází z roku 1421, ale vesnice existovala již dříve.

## Obyvatelstvo
| Rok            | 1869 | 1880 | 1890 | 1900 | 1910 | 1921 | 1930 | 1950 | 1961 | 1970 | 1980 | 1991 | 2001 | 2011 | 2021 |
| -------------- | ---- | ---- | ---- | ---- | ---- | ---- | ---- | ---- | ---- | ---- | ---- | ---- | ---- | ---- | ---- |
| Počet obyvatel | 212  | 190  | 188  | 198  | 208  | 197  | 171  | 122  | 125  | 98   | 71   | 43   | 46   | 45   | 50   |
| Počet domů     | 31   | 32   | 32   | 32   | 32   | 31   | 31   | 32   | 34   | 28   | 20   | 33   | 33   | 34   | 37   |

## Obecní správa
Při sčítání lidu v letech 1850–1971 Debrník byl samostatnou obcí, se kterým patřil nejprve do okresu Tábor, ale v roce 1950 v okrese Soběslav a od roku 1960 opět v okrese Tábor. Od 26. listopadu 1971 je částí obce Hlavatce v okrese Tábor, kdy se konaly obecní volby.

## Pamětihodnosti
- Kaplička u silnice
- Kamenný kříž na kraji vesnice směrem Soběslav
- Stavení čp. 7
- Stavení čp. 9 (v roce 2012 na pokraji zborcení)
- Stavení čp. 10 (v roce 2012 na pokraji zborcení)
- Stavení čp. 16
- Stavení čp. 31

## Galerie

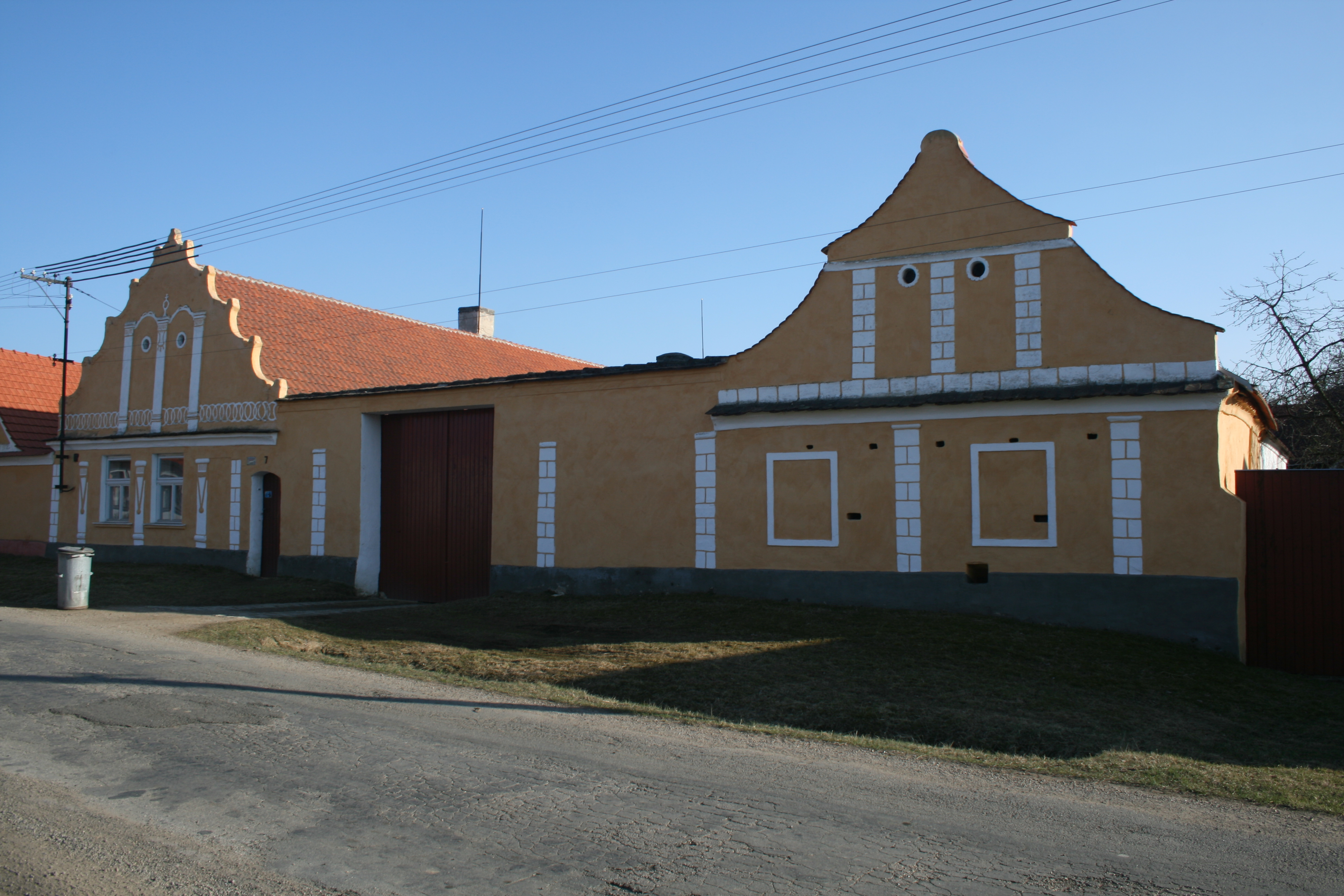
Čp. 7
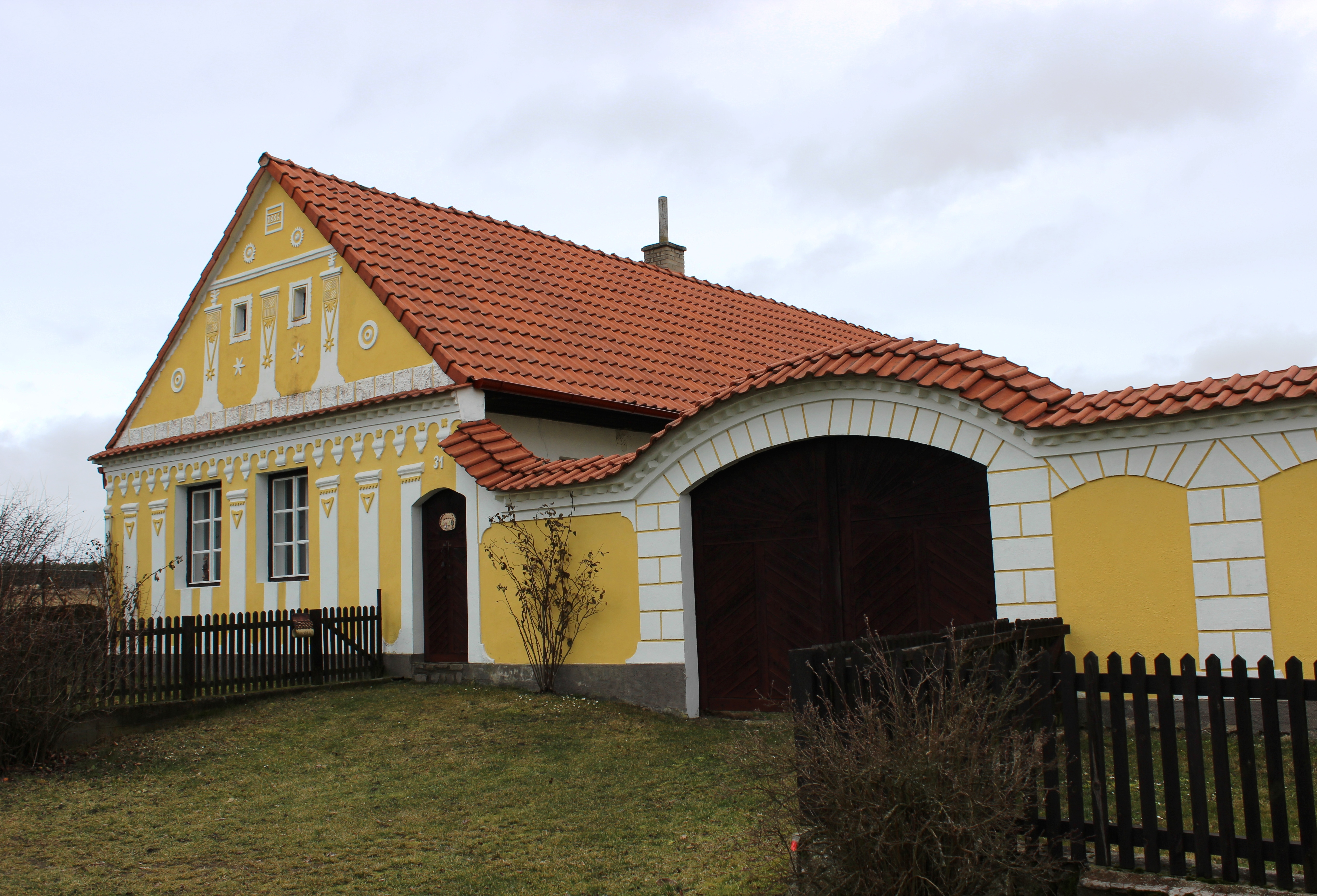
Usedlost čp.31
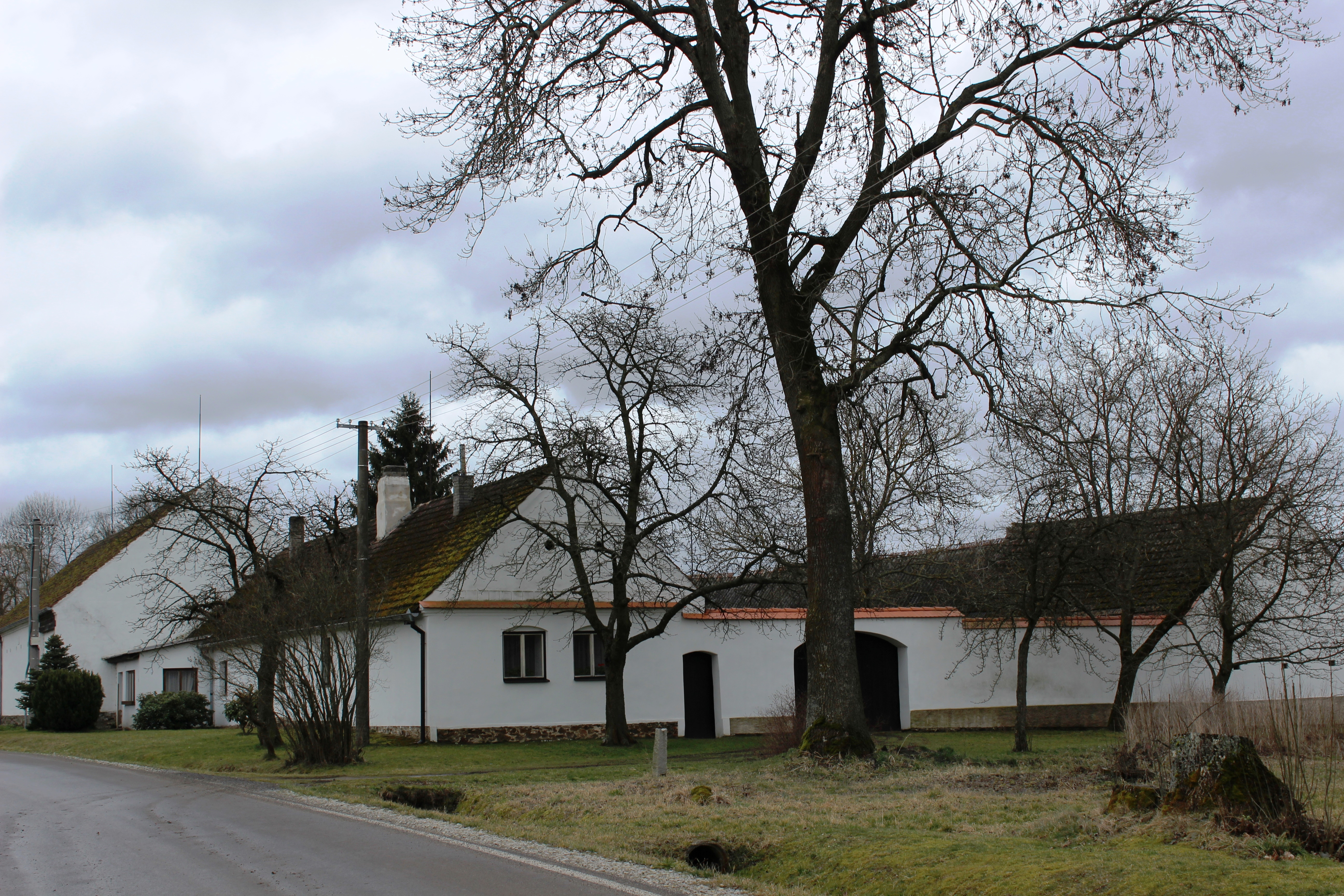
Venkovská usedlost u silnice
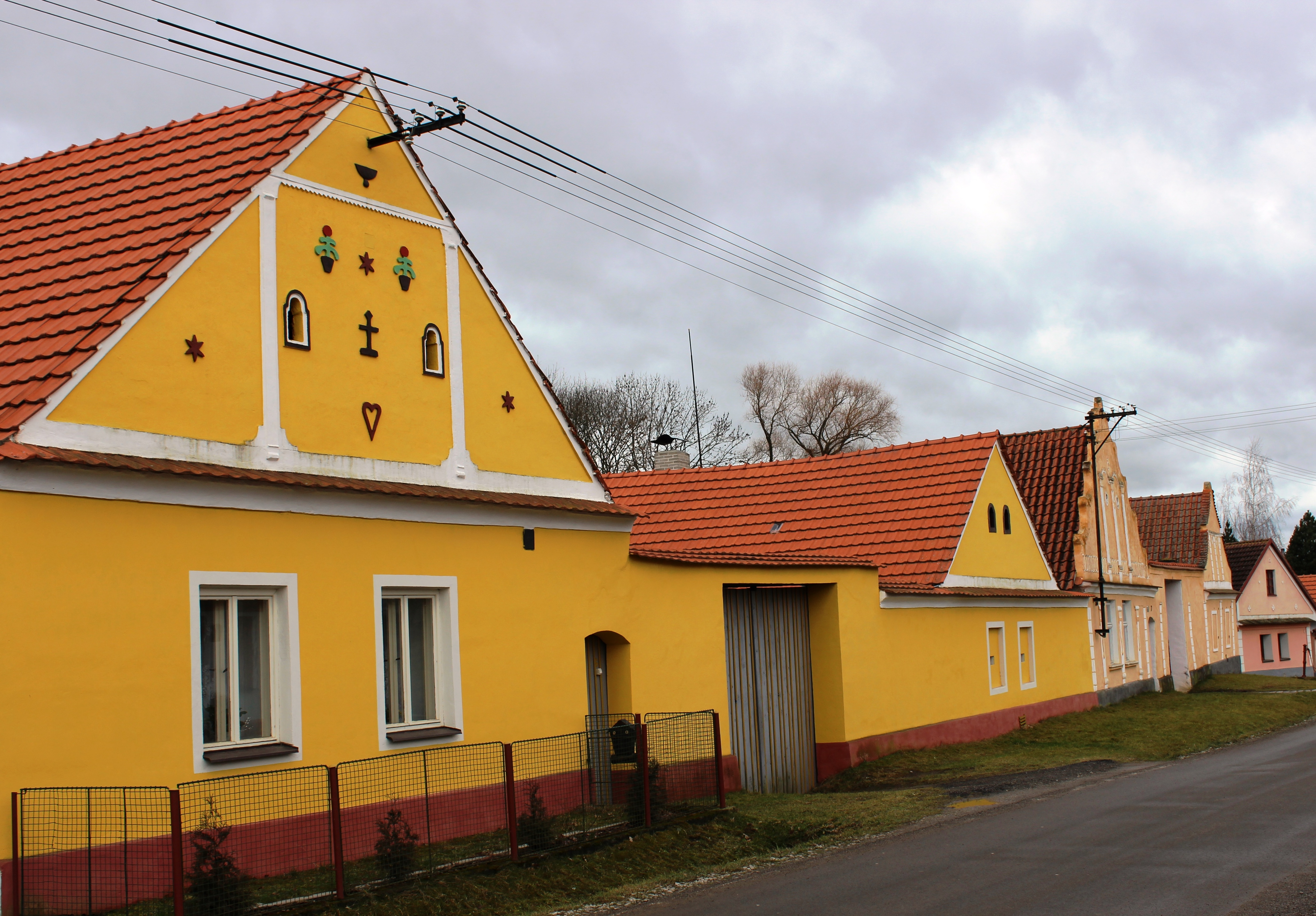
Domy u hlavní ulice
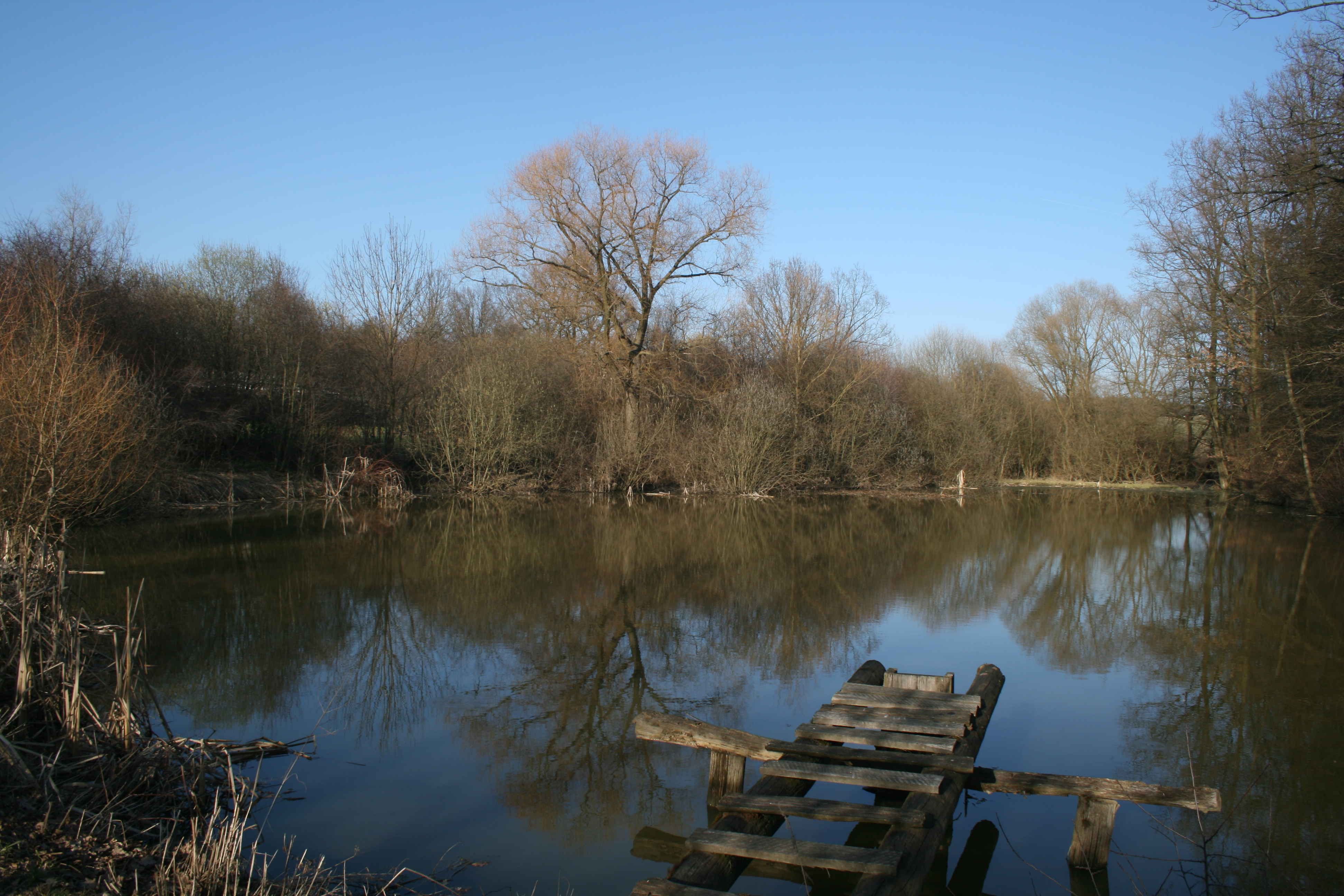
Rybníček